# Dom Engela (Tel Awiw)
Dom Engela (hebr. בית אנגל, Bejt Andżel) - zabytkowy dom w osiedlu Lew ha-Ir w zachodniej części miasta Tel Awiw, w Izraelu.

## Historia
Budynek został zaprojektowany przez architekta Zeeva Rechtera, który po studiach w Paryżu znajdował się pod silnym wpływem Le Corbusiera, czołowego przedstawiciela modernistycznego stylu międzynarodowego w architekturze. Rechter wzorował się bezpośrednio na wybudowanej kilka lat wcześniej willa Savoye. Było to wyjątkowe w owym czasie w Mandacie Palestyny, ponieważ wszyscy ówcześni żydowscy architekci wzorowali się na architekturze szkoły Bauhaus.
Budynek został wybudowany w 1933 przez Jakuba Engela. Podczas II wojny światowej służył siłom brytyjskim. W następnych latach budynek kilkakrotnie zmieniał właścicieli i jego stan techniczny bardzo się pogorszył. Był kilkukrotnie przebudowany, co mocno zniekształciło jego pierwotny wygląd.
W 2007 budynek został kupiony przez prywatną firmę, która planuje urządzenie w nim hotelu. Zezwolenie budowlane zobowiązuje właściciela do przeprowadzenia renowacji budynku.
Budynek wchodzi w skład zespołu miejskiego Białego Miasta Tel Awiwu, który został w 2003 umieszczony na Liście światowego dziedzictwa UNESCO, jako największe na świecie skupisko budynków modernistycznych.